# تک‌پر گلوحنایی
تک‌پر گلوحنایی (نام علمی: Myadestes genibarbis) گونه‌ای از پرندگان است که در تیرهٔ توکایان (Turdidae) جای دارد.
جامائیکا و هیسپانویلا و در آنتیل کوچک در دومینیکا، مارتینیک، سنت لوسیا و سنت وینسنت یافت می‌شود. زیستگاه‌های طبیعی آن جنگل‌های جلگه‌ای نمناک نیمه‌گرمسیری یا گرمسیری و جنگل‌های کوهستانی نمناک نیمه‌گرمسیری یا گرمسیری است.